# Cuon (Maine-et-Loire)
Pour les articles homonymes, voir Cuon.
Cuon est une ancienne commune française située dans le département de Maine-et-Loire, en région Pays de la Loire, devenue le 1er janvier 2016, une commune déléguée de la commune nouvelle de Baugé-en-Anjou.
Cette commune rurale se situe dans le Baugeois, au sud de la ville de Baugé.

## Géographie

### Localisation
Ce village angevin de l'ouest de la France se situe dans le Baugeois, au sud de Baugé, sur la route D 938 qui va de Longué-Jumelles à Baugé.
Le Baugeois est la partie nord-est du département de Maine-et-Loire. Il est délimité au sud par la vallée de l'Authion et celle de la Loire, et à l'ouest par la vallée de la Sarthe.

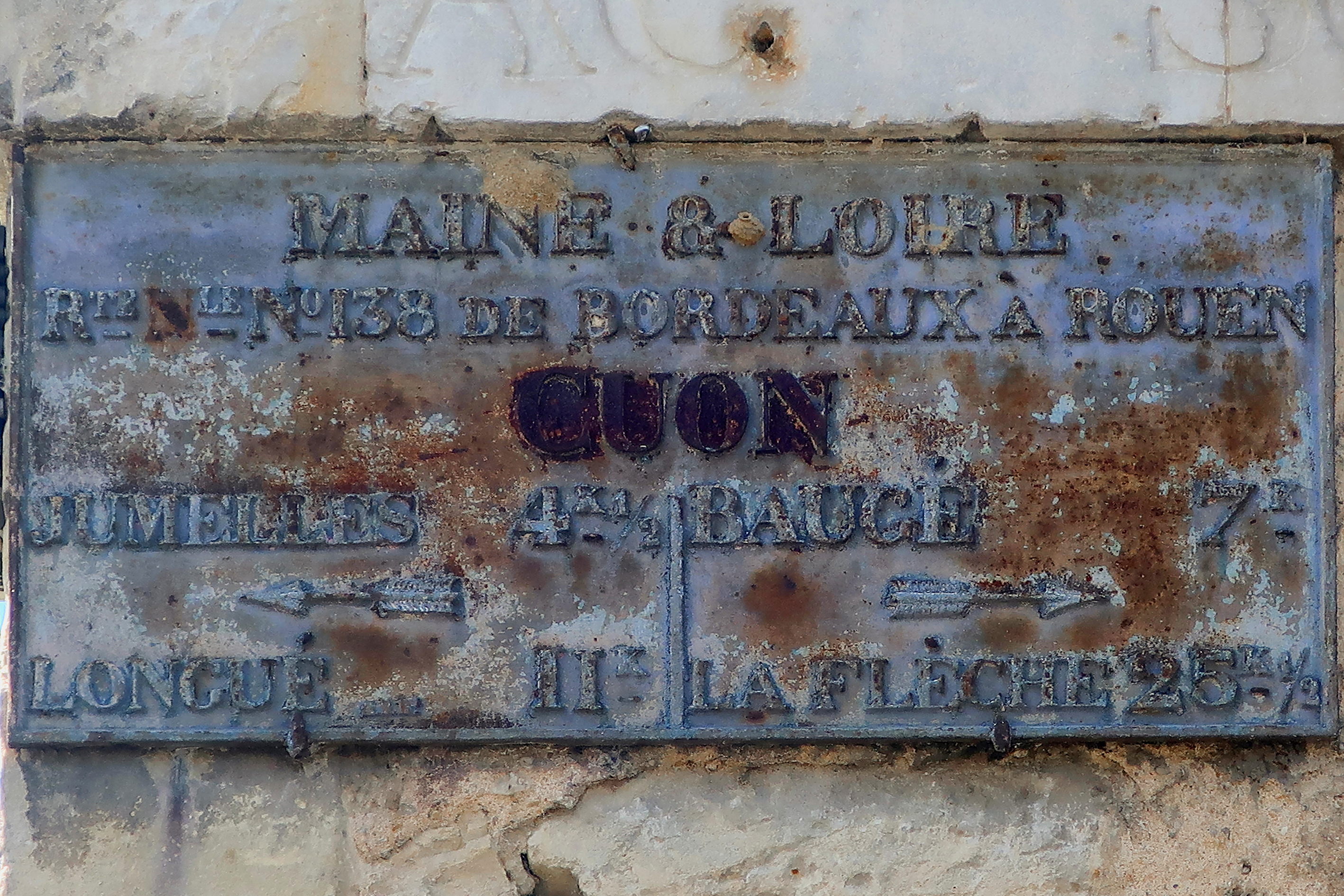
Plaque kilométrique à l'auberge du Soleil d'Or.

### Topographie, géologie et relief
L'altitude de la commune varie de 36 à 91 mètres, pour une altitude moyenne de 64 mètres et s'étend sur plus de 13 km2 (1 313 hectares). Le 4 avril 2013, la commune de Cuon perd une partie de son territoire (9 ha 26 a 10 ca) au profit de la commune voisine de La Lande-Chasles.
Son territoire se trouve sur l'unité paysagère du Plateau du Baugeois. Le relief du Baugeois est principalement constitué d'un plateau, aux terrains sablonneux, siliceux ou calcaires, caractérisés par de larges affleurements sédimentaires, crétacés, sables et calcaires aux teintes claires.
Une partie de la commune est classée Natura 2000 pour le site d'importance communautaire de la cavité souterraine de l'hôtel Hervé, et comporte des zones zones naturelles d'intérêt écologique, floristique et faunistique (ZNIEFF), pour la même zone, celle de l'étang de Chartrené et celles du bois au Moine, du bois de Bel Air et les boisements proches.

### Climat
Son climat est tempéré, de type océanique. Le climat angevin est particulièrement doux, du fait de sa situation entre les influences océaniques et continentales. Généralement les hivers sont pluvieux, les gelées rares et les étés ensoleillés.

### Aux alentours
Les communes les plus proches sont Chartrené (2 km), La Lande-Chasles (3 km), Bocé (3 km), Le Guédeniau (4 km), Brion (6 km), Le Vieil-Baugé (6 km), Fontaine-Guérin (7 km), Baugé (7 km), Mouliherne (9 km) et Pontigné (9 km).

## Urbanisme
Morphologie urbaine : le village s'inscrit dans un territoire essentiellement rural.
En 2009 on trouve 285 logements à Cuon, dont 85 % sont des résidences principales, pour une moyenne dans le département de 91 %, et dont 71 % des ménages en sont propriétaires. En 2012, on y trouve 297 logements, dont 86 % sont des résidences principales, pour une moyenne dans le département de 90 %, et dont 73 % des ménages en sont propriétaires.

## Toponymie et héraldique

### Toponymie
Formes anciennes du nom : Drogo de Cuone en 1039, Cuum en 1100, Cuon en 1793,.
Nom des habitants : Les Cuonnais.

### Héraldique
| Blason de Cuon | Blason  | De sinople au loup de sable, surmonté de deux pommes de pin d'or. |
| Blason de Cuon | Détails | Le statut officiel du blason reste à déterminer.                  |

## Histoire

### Préhistoire
Présence de vestiges d'une occupation préhistorique : deux haches en pierre polie, menhir de Pierre Frite (en limite de Cuon et de La Lande-Chasles).

### Antiquité
À l'époque gallo-romaine, la voie qui va de Saumur à Baugé traverse son territoire.

### Moyen Âge
Au XVe siècle le roi René, qui aime venir chasser dans les forêts de la région, fait reconstruire le château de Baugé.

### Ancien Régime
Les seigneurs de la paroisse le sont jusqu'au XVIIe siècle, époque où elle est réunie à La Graffinière. Sous l'Ancien Régime, Cuon relève de la sénéchaussée angevine de Baugé.

### Époque contemporaine
À la réorganisation administrative qui suit la Révolution, en 1790 Cuon devient chef-lieu de canton puis est rattachée, d'abord au canton de Fougeré, et en 1800 à celui Baugé. Il est intégré au district de Baugé, puis en 1800 à l'arrondissement de Baugé, et à sa disparition en 1926, à l'arrondissement de Saumur.
Pendant la Première Guerre mondiale, 21 habitants perdent la vie. Lors de la Seconde Guerre mondiale, un habitant est tué.
En 2014, un projet de fusion de l'ensemble des communes de l'intercommunalité se dessine. Le 18 mai 2015, les conseils municipaux de l'ensemble des communes du territoire communautaire votent la création d'une commune nouvelle au 1er janvier de l'année suivante. L'arrêté préfectoral est signé le 10 juillet et porte sur la création au 1er janvier 2016 de la commune nouvelle de « Baugé-en-Anjou », groupant les communes de Baugé-en-Anjou, Bocé, Chartrené, Cheviré-le-Rouge, Clefs-Val d'Anjou, Cuon, Échemiré, Fougeré, Le Guédeniau et Saint-Quentin-lès-Beaurepaire.

## Politique et administration

### Administration actuelle
Depuis le 1er janvier 2016, Cuon constitue une commune déléguée au sein de la commune nouvelle de Baugé-en-Anjou et dispose d'un maire délégué.
| Période                                  | Période  | Identité      | Étiquette | Qualité |
| ---------------------------------------- | -------- | ------------- | --------- | ------- |
| janvier 2016                             | mai 2020 | Bruno Lemoine |           |         |
| mai 2020                                 | en cours | Didier Jocher |           |         |
| Les données manquantes sont à compléter. |          |               |           |         |

### Administration ancienne
La commune est créée à la Révolution. Municipalité en 1790. Le conseil municipal est composé de 15 élus.
| Période                                  | Période       | Identité                 | Étiquette | Qualité     |
| ---------------------------------------- | ------------- | ------------------------ | --------- | ----------- |
| an II                                    |               | Ferron                   |           |             |
| 1800                                     |               | René Raveneau            |           |             |
| 2 février 1831                           |               | Raimbault                |           |             |
| 1831                                     |               | Jean Raveneau            |           |             |
| 1835                                     |               | Mathurin Raimbault-Gouzé |           |             |
| 1843                                     |               | Raveneau-Lebreton        |           |             |
| 1848                                     |               | Raimbault-Gouzé          |           |             |
| 1874                                     |               | Raimbault-Laumonier      |           |             |
| 1896                                     |               | de Lamotte-Baracé        |           |             |
| 1900                                     |               | Jean Lebouvier           |           |             |
| 1908                                     |               | Boistard-Charruault      |           |             |
| 1925                                     |               | Louis Mercier            |           |             |
| 1929                                     |               | Arthur Lauger            |           |             |
| 1945                                     |               | Pierre Gaugain           |           |             |
| 1947                                     |               | Armand Peltier           |           |             |
| 1977                                     | 2001          | Raymond Angeard          |           | Agriculteur |
| 2001                                     | mars 2008     | Joël Millet              |           | Cultivateur |
| mars 2008                                | mars 2014     | Martine Chasles          |           | Ouvrière    |
| mars 2014                                | décembre 2015 | Bruno Lemoine            |           |             |
| Les données manquantes sont à compléter. |               |                          |           |             |

### Jumelages
La commune ne comporte pas de jumelage.

### Ancienne situation administrative

#### Intercommunalité
La commune est intégrée en 2015 à la communauté de communes du canton de Baugé. Créée en 1994, cette structure intercommunale regroupe les dix communes du canton, dont Cuon, Bocé et Le Vieil-Baugé. Elle a pour objet d'associer des communes au sein d'un espace de solidarité, en vue de l'élaboration d'un projet commun de développement et d'aménagement de l'espace.
La communauté de communes est alors membre du Pays des Vallées d'Anjou, structure administrative d'aménagement du territoire. Le syndicat mixte du Pays des Vallées d'Anjou (SMPVA) regroupe six communautés de communes : Beaufort-en-Anjou, canton de Baugé, canton de Noyant, Loir-et-Sarthe, Loire Longué, Portes-de-l'Anjou.

#### Autres administrations
Conseil de développement du pays des vallées d'Anjou (CDPVA), syndicat intercommunal d'eau et d'assainissement de l'agglomération baugeoise, syndicat mixte intercommunal de valorisation et de recyclage thermique des déchets de l'Est Anjou (SIVERT), syndicat intercommunal pour l'aménagement du Couasnon (SIAC).
Le SIVERT est le syndicat intercommunal de valorisation et de recyclage thermique des déchets de l'Est Anjou, qui se trouve à Lasse.

#### Autres circonscriptions
Jusqu'en 2014, Cuon fait partie du canton de Baugé et de l'arrondissement de Saumur. Ce canton compte alors les dix mêmes communes que celles de la communauté de communes. Dans le cadre de la réforme territoriale, un nouveau découpage territorial pour le département de Maine-et-Loire est défini par le décret du 26 février 2014. La commune est alors rattachée au canton de Beaufort-en-Vallée, avec une entrée en vigueur au renouvellement des assemblées départementales de 2015.
Cuon (Maine-et-Loire) se trouve dans la troisième circonscription de Maine-et-Loire, composée de huit cantons dont Longué-Jumelles et Noyant. La troisième circonscription de Maine-et-Loire est l'une des sept circonscriptions législatives que compte le département.

## Population et société

### Démographie

#### Évolution démographique
L'évolution du nombre d'habitants est connue à travers les recensements de la population effectués dans la commune depuis 1793. À partir du 1er janvier 2009, les populations légales des communes sont publiées annuellement dans le cadre d'un recensement qui repose désormais sur une collecte d'information annuelle, concernant successivement tous les territoires communaux au cours d'une période de cinq ans. 
Pour les communes de moins de 10 000 habitants, une enquête de recensement portant sur toute la population est réalisée tous les cinq ans, les populations légales des années intermédiaires étant quant à elles estimées par interpolation ou extrapolation. Pour la commune, le premier recensement exhaustif entrant dans le cadre du nouveau dispositif a été réalisé en 2008,.
En 2013, la commune comptait 608 habitants, en évolution de +3,58 % par rapport à 2008 (Maine-et-Loire : +3,3 %, France hors Mayotte : +2,49 %).
| 1793 | 1800 | 1806 | 1821 | 1831 | 1841 | 1846 | 1851 | 1856 |
| ---- | ---- | ---- | ---- | ---- | ---- | ---- | ---- | ---- |
| 789  | 769  | 802  | 898  | 890  | 960  | 858  | 926  | 842  |

| 1861 | 1866 | 1872 | 1876 | 1881 | 1886 | 1891 | 1896 | 1901 |
| ---- | ---- | ---- | ---- | ---- | ---- | ---- | ---- | ---- |
| 809  | 822  | 772  | 767  | 722  | 757  | 725  | 675  | 706  |

| 1906 | 1911 | 1921 | 1926 | 1931 | 1936 | 1946 | 1954 | 1962 |
| ---- | ---- | ---- | ---- | ---- | ---- | ---- | ---- | ---- |
| 665  | 680  | 621  | 595  | 597  | 543  | 595  | 547  | 548  |

| 1968 | 1975 | 1982 | 1990 | 1999 | 2008 | 2013 | - | - |
| ---- | ---- | ---- | ---- | ---- | ---- | ---- | - | - |
| 531  | 486  | 413  | 416  | 481  | 587  | 608  | - | - |

#### Pyramide des âges
La population de la commune est relativement jeune. Le taux de personnes d'un âge supérieur à 60 ans (20,8 %) est en effet inférieur au taux national (21,8 %) et au taux départemental (21,4 %).
Contrairement aux répartitions nationale et départementale, la population masculine de la commune est supérieure à la population féminine (50,8 % contre 48,7 % au niveau national et 48,9 % au niveau départemental).
La répartition de la population de la commune par tranches d'âge est, en 2008, la suivante :
- 50,8 % d'hommes (0 à 14 ans = 22,5 %, 15 à 29 ans = 15,4 %, 30 à 44 ans = 26,2 %, 45 à 59 ans = 16,4 %, plus de 60 ans = 19,5 %) ;
- 49,2 % de femmes (0 à 14 ans = 22,8 %, 15 à 29 ans = 17 %, 30 à 44 ans = 24,2 %, 45 à 59 ans = 13,8 %, plus de 60 ans = 22,1 %).

| Hommes | Classe d’âge | Femmes |
| ------ | ------------ | ------ |
| 0,7    | 90 ans ou +  | 0,3    |
| 8,4    | 75 à 89 ans  | 9,0    |
| 10,4   | 60 à 74 ans  | 12,8   |
| 16,4   | 45 à 59 ans  | 13,8   |
| 26,2   | 30 à 44 ans  | 24,2   |
| 15,4   | 15 à 29 ans  | 17,0   |
| 22,5   | 0 à 14 ans   | 22,8   |

| Hommes | Classe d’âge | Femmes |
| ------ | ------------ | ------ |
| 0,4    | 90 ans ou +  | 1,1    |
| 6,3    | 75 à 89 ans  | 9,5    |
| 12,1   | 60 à 74 ans  | 13,1   |
| 20,0   | 45 à 59 ans  | 19,4   |
| 20,3   | 30 à 44 ans  | 19,3   |
| 20,2   | 15 à 29 ans  | 18,9   |
| 20,7   | 0 à 14 ans   | 18,7   |

### Vie locale
Services publics présents sur le territoire de la commune : mairie, école primaire, agence postale. L'école est gérée en regroupement pédagogique intercommunal (RPI), avec les communes de Le Guédeniau et Bocé. Les autres services publics se trouvent à Baugé, dont le collège, l'hôpital intercommunal et le centre de secours.

Outre les services publics, on trouve plusieurs commerces sur le territoire de la commune : alimentation, hôtel restaurant, bar tabac presse, garage automobile, coiffure…
La plupart des structures de santé se trouvent à Baugé (7 km), comme l'hôpital local, l'hôpital intercommunal du Baugeois et de la Vallée (95 places), et plusieurs maisons de retraite.
La collecte des déchets ménagers (tri sélectif) est organisée par la communauté de communes du canton de Baugé. La déchèterie intercommunale se situe dans la commune de Saint-Martin-d'Arcé.
Très répandu dans le Baugeois, un cercle de Boule de fort est également présent.

## Économie

### Tissu économique
Commune principalement agricole, en 2008, sur les 35 établissements présents sur le territoire de la commune, 34 % relèvent du secteur de l'agriculture. Deux ans plus tard, en 2010, sur 37 établissements présents, 32 % relèvent du secteur de l'agriculture (pour une moyenne de 17 % dans le département), 11 % du secteur de l'industrie, 11 % du secteur de la construction, 41 % de celui du commerce et des services et 5 % du secteur de l'administration et de la santé.
En 2013, sur les 36 établissements actifs dans la commune, 19 % relèvent du secteur de l'agriculture (pour une moyenne de 12 % dans le département), 14 % du secteur de l'industrie, 14 % du secteur de la construction, 47 % de celui du commerce et des services et 6 % du secteur de l'administration et de la santé.

### Agriculture
Liste des appellations présentes sur le territoire :
- IGP Bœuf du Maine, IGP Porc de la Sarthe, IGP Volailles de Loué, IGP Volailles du Maine, IGP Œufs de Loué,
- IGP Cidre de Bretagne ou Cidre breton,
- IGP Maine-et-Loire blanc, IGP Maine-et-Loire rosé, IGP Maine-et-Loire rouge.

## Culture locale et patrimoine

### Lieux et monuments
La commune de Cuon comporte plusieurs inscriptions à l'inventaire du patrimoine, dont un monument historique.
- Église paroissiale Saint-Évroul, des XIe, XIIe, XVIIe, et XIXe siècles, Monument historique classé le 9 mai 1914 (PA00109070) pour son abside et son clocher[45].
- Auberge, des XVIIIe et XIXe siècles, Inventaire général.
- Château les Graffinières, des XVe, XVIIIe et XIXe siècles, Inventaire général.
- Château de Vaux, des XVe, XVIe, XVIIIe et XIXe siècles, Inventaire général.
- Plusieurs fermes, maisons et manoirs, des XVe, XVIe, XVIIe, XVIIIe et XIXe siècles, Inventaire général.
- Lavoir le Marais, du XIXe siècle, Inventaire général.
- Lavoir la Fontaine aux Bœufs, du XIXe siècle, Inventaire général.
- Menhir dit Pierre-Fritte, lieu-dit la Butte du Tertre Martin, préhistoire, Inventaire général.
- Plusieurs moulins, des XVIIIe et XIXe siècles, Inventaire général.
- Presbytère, des XVe, XVIIIe et XIXe siècles, Inventaire général.

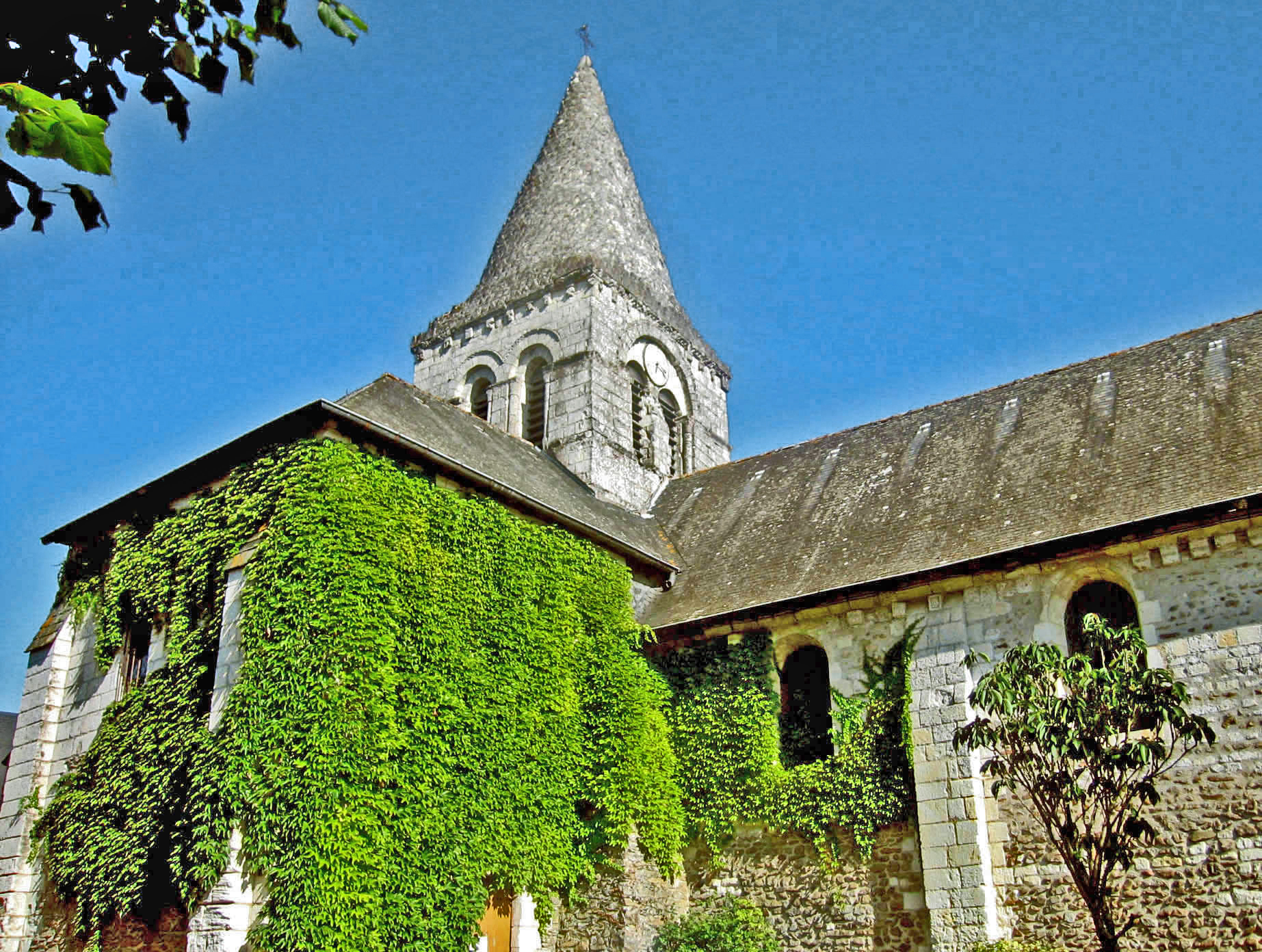
Église Saint-Évroul.
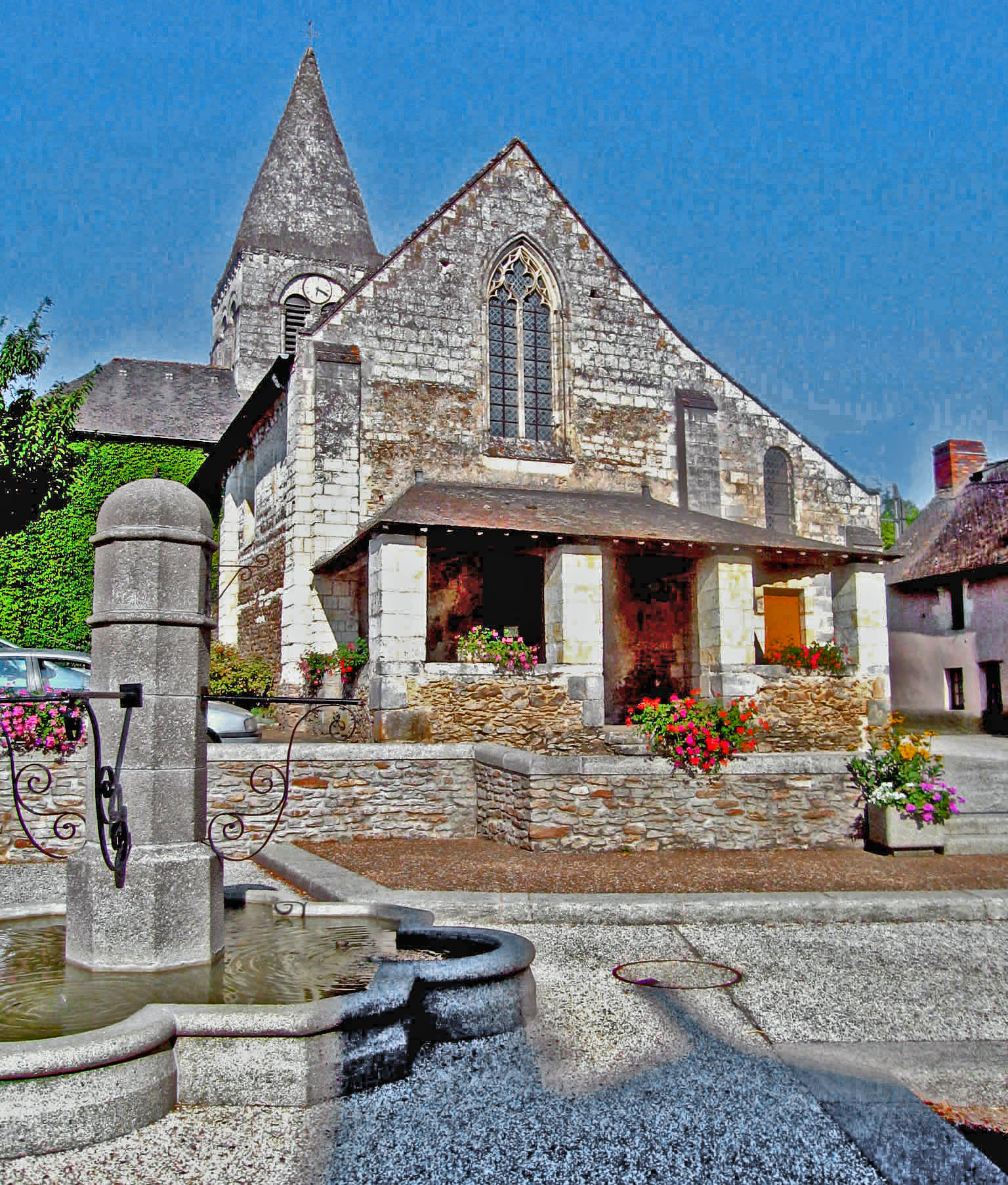
Église Saint-Évroul.
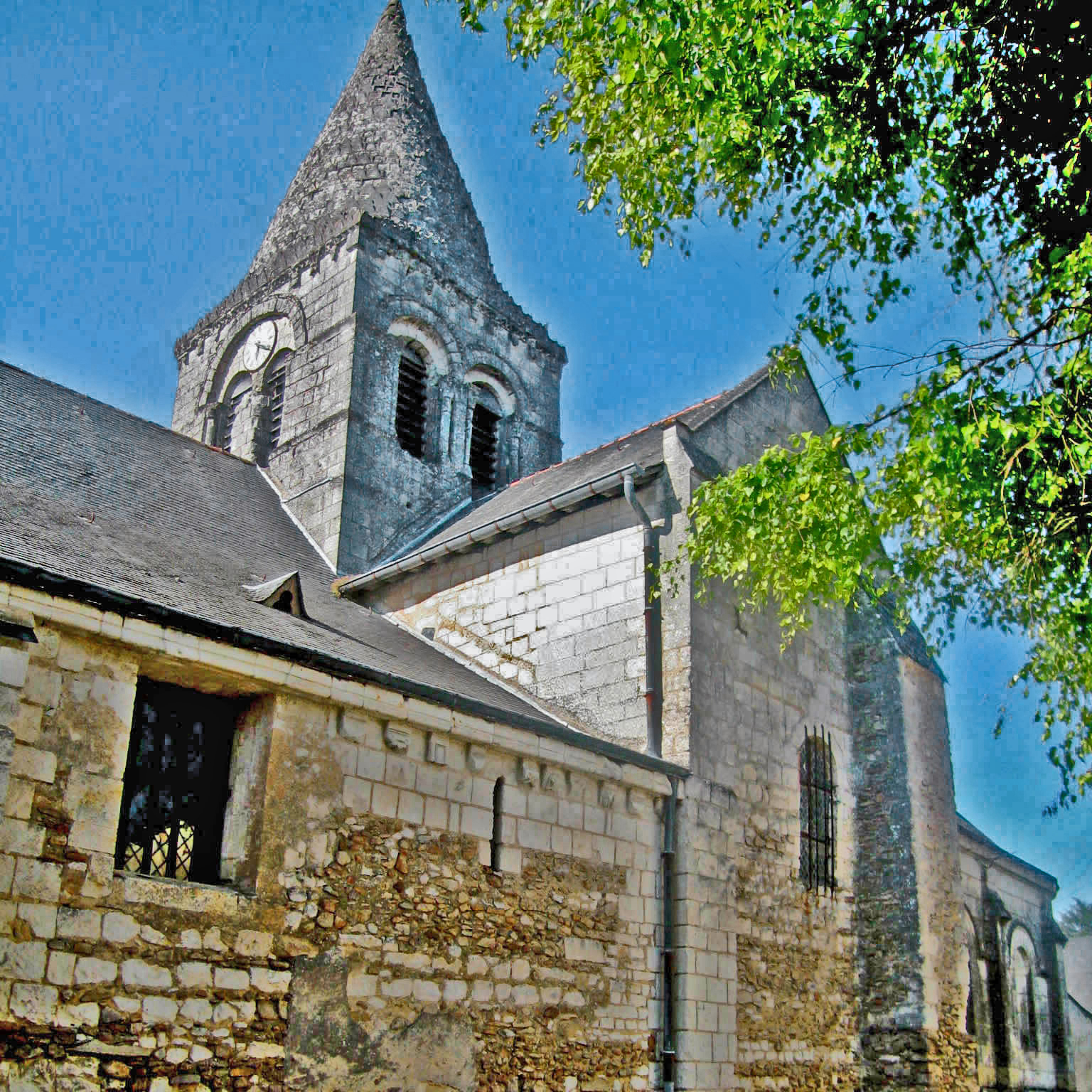
Église Saint-Évroul.
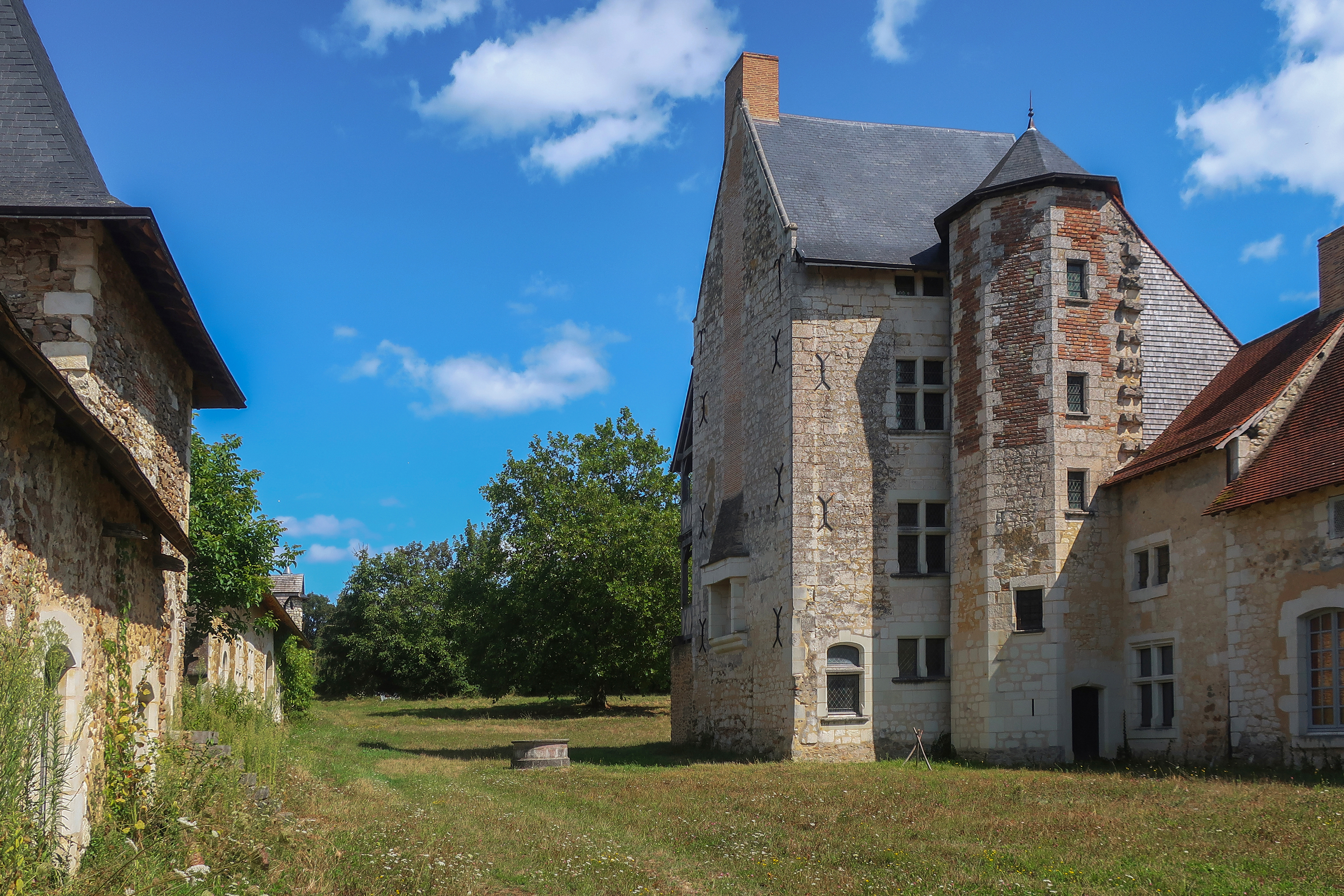
Le château de Vaux.